# 時間が止まらない
時間が止まらない（ときがとまらない）はMOONのシングル。

## 内容
矢嶋良介率いるバンドの唯一のシングルで、ジャケットには、誰一人も写っていない。キリンビール「秋味」CMソング。カップリングの「闇を渡れ～ACROSS THE DARKNESS」は辺見さとしの冒頭のギターサウンドが印象的である。歌詞の中において「時間」および、「鼓動」「永遠」を「とき」と読んでいる。

## 収録曲
1. 時間が止まらない
作詞:矢嶋良介 作曲:織田哲郎 編曲:葉山たけし
2. 闇を渡れ～ACROSS THE DARKNESS～
作詞:大津あきら 作曲:矢嶋良介 編曲:MOON

## 参加ミュージシャン
- 生沢佑一 - コーラス
- 葉山たけし - ギター